# Chutir (Ukraina)
Chutir (ukr. Хутір) – wieś na Ukrainie, w obwodzie chmielnickim, w rejonie szepetowskim, w hromadzie Mychajluczka. W 2001 liczyła 742 mieszkańców, spośród których 731 wskazało jako ojczysty język ukraiński, 8 rosyjski, 1 mołdawski, a 2 inny.